# Ragnar Wieselgren
Ragnar Wieselgren, född den 10 september 1868 i Stockholm, död den 21 januari 1927, var en svensk industri- och ämbetsman. Han var son till Harald Wieselgren, måg till Sigfrid Wieselgren, gift med sin kusin Hildegard Wieselgren och far till Per Wieselgren.
Wieselgren studerade vid Kungliga Tekniska högskolan 1886–1890, arbetade vid pappersbruk i Sverige och Finland 1890–1892, var byggnadsingenjör vid uppförandet av Holmens pappersfabrik i Drammen 1893–1894, fabrikschef och teknisk direktör i Olleschau i Mähren 1894–1896, vid Munksjö 1896–1901 (styrelseledamot 1897–1901), i Nokia i Finland 1901–1906, vid Nykvarns pappersbruk 1907–1910 (styrelseledamot 1907–1910), expert och konsult i Polen och Tyskland 1910–1912 och yrkesinspektör i 7:e distriktet från 1913. Han var redaktör för Svensk papperstidning 1900–1902, medredaktör för Der Papierfabrikant i Berlin från 1902 och medarbetare i inhemska och utländska tidskrifter. Wieselgren grundade det första folkbiblioteket i Jönköping och höll föredrag. Ragnar Wieselgren är begravd på Lidingö kyrkogård.